# جو روني
جو روني (بالإنجليزية: Joe Rooney)‏ هو لاعب كرة قدم أمريكية أمريكي، ولد في 28 أغسطس 1898 في ساسكاتون في كندا، وتوفي في 4 مارس 1979 في مقاطعة سينت لويس في الولايات المتحدة.

## وصلات خارجية
- جو روني على موقع مرجع كرة القدم المحترفة.كوم (الإنجليزية)